# Stazione di Soriano nel Cimino
La stazione di Soriano nel Cimino è una stazione ferroviaria della ferrovia Roma-Civita Castellana-Viterbo. Si trova nel comune di Soriano nel Cimino, in provincia di Viterbo.
Dal 1º luglio 2022 è gestita da ASTRAL.

## Storia
La stazione venne attivata il 28 ottobre 1913 come parte della tratta da Viterbo a Civita Castellana.

## Movimento
La stazione è servita dai treni regionali svolti da Cotral nell'ambito del contratto di servizio con la regione Lazio.